# Megalithanlagen von Banagher
Die Megalithanlagen von Banagher liegen am Slieve Glah, nördlich des Townlands Banagher (irisch Beannchar), etwa 7,0 km südöstlich von Cavan im County Cavan in Irland. Banagher ist auch der Name eines Steinkreises bei Strabane in Nordirland.
Der Komplex am Slieve Glah umfasst ein Court Tomb, ein Henge, ein Portal Tomb, einen Steinkreis und ein Passage Tomb, das von einem Steinkreis umgeben ist, in dem sich ein Stein mit einer Felsritzung befindet.

## Das Portal Tomb
Als Portal Tombs werden Megalithanlagen auf den Britischen Inseln bezeichnet, bei denen zwei gleich hohe, aufrecht stehende Steine mit einem Türstein dazwischen, die Vorderseite einer Kammer bilden, die mit einem zum Teil gewaltigen Deckstein bedeckt ist. Das Portal Tomb von Banager (auch Giant’s Grave genannt) ist eines der kleinsten dieses Typs. Die Kammer misst nur etwa 1,0 × 1,0 m und der einzige erhaltene Portalstein ist nur 1,0 m hoch. Der Deckstein liegt an der Seite und ein Lesesteinhaufen liegt an der Rückseite. Banagher ist neben Carrickacroy ebenfalls im County Cavan und Binn im County Donegal das kleinste Portal Tomb der Insel.

## Das Court Tomb

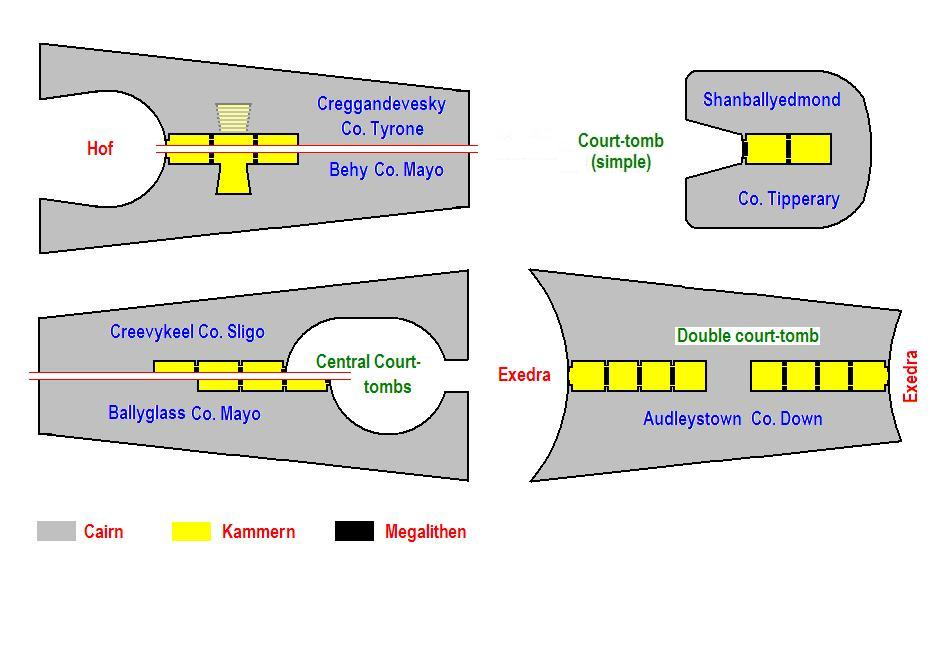
Verschiedene Formen von Court Tombs

Das Court Tomb wurde in neuer Zeit zerstört als der Bauer eine Hecke ordnen wollte. Ein paar der Steine sind in der Hecke noch zu sehen. Bemerkenswert ist ein spitzer Stein, der vermutlich der Endstein der Galerie war.

## Das Passage Tomb
Das ruinierte Passage Tomb ist von einem Steinkreis von etwa 40,0 m Durchmesser umgeben. Die einzige erhaltene Struktur des Passage Tombs ist ein Teil einer Kammer, von der zwei Wandsteine und der Endstein erhalten blieben. Es scheint, dass die Anlage nach Norden in Richtung auf den Slieve Glah ausgerichtet war.
Viele Steine des Steinkreises sind umgefallen oder fehlen, aber es sind genug erhalten, um anzuzeigen, dass es ein Kreis von etwa 40,0 m Durchmesser war. Ein Stein trägt möglicherweise eine Felsritzung.
Einige Meter nördlich des Steinkreises liegt ein kleines Henge, dessen Graben deutlich sichtbar ist und dessen Wälle noch bis zu 1,5 Meter hoch sind.